# Blankman
Blankman er en superhelte-parodifilm, fra 1994 med Damon Wayans og David Alan Grier (der begge medvirkede i In Living Color) i hovedrollerne. Filmen blev instrueret af Mike Binder og skrevet af Damon Wayans og J. F. Lawton. 

## Handling
Darryl (Damon Wayans) er en nørdet, fattig og barnlig opfinder med et superheltekompleks, der bor hjemme hos sin bedstemor. En dag bliver bedstemoderen skudt af en mafiaboss (Jon Polito) og som hævn beslutter Darryl derefter at tage loven i egen hånd – og opfinder noget skudsikkert tøj bestående af et par røde underbukser og hans bedstemors gamle morgenkåbe og beslutter sig for at blive en superhelt. Hans bror Kevin (David Alan Grier), bryder sig ikke om at Darryl bekæmper kriminaliteten som den mærkværdige "Blankman", men finder sig hurtigt allieret med sin bror under superheltenavnet "Other Guy" (Den Anden Fyr), en let overset partner uden specielle våben eller kriminalitets-bekæmpende færdigheder. 

## Medvirkende
- Damon Wayans – Blankman / Darryl Walker
- David Alan Grier – Other Guy / Kevin Walker
- Jon Polito – Michael "The Suit" Minelli
- Robin Givens – Kimberly Jonz
- Jason Alexander – Mr. Stone
- Lynne Thigpen – Grandma Walker